# Ante Vokić
Ante Vokić (Mostar, 1909. augusztus 23. – Lepoglava, 1945. május 8.) horvát politikus és tábornok volt. Az Usztasa tagja, 1944. január 29. és augusztus 30. között Miroslav Navratil utódaként a Független Horvát Állam fegyveres erőinek minisztere volt. Vokić volt az egyik vezetője az 1944-es Lorković–Vokić-összeesküvésnek, amellyel az országot a szövetségesek oldalára, és a tengelyhatalmak ellen akarták átállítani. A cselekmény feltárása után Vokićot letartóztatták, majd kivégezték.

## Élete és pályafutása
Szarajevói gimnáziumba járt, és a Zágrábi Egyetemen tanult jogot. Tanulmányait 1929-ben fejezte be, és a szarajevói vasúti szolgálatnál kezdett dolgozni. Társalapítója a Kranjčević Horvát Akadémiai Klubnak és a „Svijest” (Tudatosság) újságnak, és részt vett a HKD Napredak kulturális társaság munkájában.
Vokić már a horvát állam megalakulása előtt a zágrábi usztasa szervezet tagja volt. 1941. április 11-én Slavko Kvaternik parancsára az újonnan megalakult Usztasa Felügyeleti Szolgálat főhadiszállására küldték, amelynek fő feladata a meglévő usztasa harci alakulatok vezetése és felépítése, valamint újak megalakítása volt. Még abban az évben kinevezték a szarajevói vasúti szolgálat igazgatójává. Szervező parancsnoka volt az összes usztasa közlekedési egységnek. Jure Francetić munkatársaként alapító tagja volt az Usztasa Milicia gyalogsági egységének, a Crna Legijának. 1943-ban elhagyta Szarajevót, Zágrábba költözött, és ugyanebben az évben október 11-én közlekedési és közmunkaügyi miniszternek nevezték ki.
1944. január 29-én usztasa ezredesi rangra léptették elő, és a fegyveres erők miniszterévé nevezték ki. Ante Pavelić a legmagasabb rangra, a krilnik (dandártábornok) rangra emelte. Mladen Lorković közeli munkatársa és barátja lett. Lorković bemutatta Vraniczany bárónőnek és Zlata Lubienski bárónőnek, a felsőbb körök tagjainak, akik jó barátai lettek. 1944 augusztusának elején ő volt a vőfély Lorković és Nada Von Ghyczy grófnő esküvőjén.

### A Lorković–Vokić-összeesküvés
Vokić Mladen Lorković-csal együtt vezetője volt a Lorković–Vokić-összeesküvésnek. A puccs célja az volt, hogy Horvátország a náci Németországnak hadat üzenve és angol-amerikai szövetség oldalán lépjen be a háborúba. Ennek előkészítéseként meglátogatta a horvát katonai és usztasa egységeket és tisztjeiket, és azt mondta, hogy nagy eseményre kell felkészülniük. Ennek során a katonatisztektől támogatást kapott, de kegyvesztett lett az usztasák körében, akik továbbra is hűek voltak Ante Pavelićhez. Felvette a kapcsolatot Ivan Farolival, Vladimir Mačeknek, a Horvát Parasztpárt elnökének ügyvédjével. Tájékoztatta Farolit arról a készülő puccsról, amelynek célja az usztasa hatalom leverése és a Horvát Parasztpárt hatalomra juttatása volt. Ez magában foglalta usztasa tiszteknek a Horvát Parasztpárthoz hű katonatisztekkel való felváltását és a horvát területen lévő német egységek lefegyverzését.
Vokić Ante Pavelić tudtával és beleegyezésével kezdte meg a tárgyalásokat, amiről Mladen Lorković-csal együtt tájékoztatta, később azonban Pavelićet meglátogatta egy Gestapo tiszt, és beszélt Németország új (V2) fegyvereiről, amelyek a háborút majd a maguk javára fordítják. 1944. augusztus 21-én Pavelić tájékoztatta a német követet Siegfried Kaschét a puccsról, és akciót hirdetett a puccsisták ellen. Emellett Edmund Glaise von Horstenau német tábornokot is megvádolta a puccsban való részvétellel, mivel von Horstenau arra buzdította Pavelićet, hogy hagyja jóvá a puccsot. Vokić barátja, Ante Štitić magas rangú rendőrtiszt, aki szintén részt vett a puccs előkészületeiben, miután találkozott Lorković-csal (1944. augusztus 24.) és Vokić-csal (1944. augusztus 25.) jelentést írt. A jelentést átadta az usztasa egységparancsnoknak, Ivo Herenčićnek, Vokić régi ellenfelének, Herenčić pedig továbbította azt Pavelićnek. Ez a jelentés volt a fő bizonyíték, amely Vokić és Lorković elleni vád alapját képezte.
1944. augusztus 30-án a kormány hirtelen összehívott éjszakai ülésén Mladen Lorkovićot és Vokićot a poglavnik és szövetségese (Németország) elleni összeesküvéssel vádolták meg, és házi őrizetbe helyezték. Ezután Lorković-csal együtt a Poglavnik Testőr Zászlóalja (PTB) bírósága elé állították, amely rangvesztésre és a PTB-ből való kizárásra ítélte, majd Novi Marofba internálták, ahonnan szigorú őrizet alatt Kaproncára szállították, ahova Mladen Lorkovićot már korábban internálták. Hamarosan mindkettőjüket Lepoglavába, a hírhedt börtönbe zárták,  ahol 1945. május 8-án Mijo Grabovac usztasa hadnagy kivégezte.

## Emlékezete
Mostar nyugati részének egyik utcája ma az „Ulica Vokića i Lorkovića” nevet viseli.

## Fordítás
- Ez a szócikk részben vagy egészben  az   Ante Vokić című angol Wikipédia-szócikk ezen változatának fordításán alapul.  Az eredeti cikk szerkesztőit annak laptörténete sorolja fel. Ez a jelzés csupán a megfogalmazás eredetét és a szerzői jogokat jelzi, nem szolgál a cikkben szereplő információk forrásmegjelöléseként.